# عنکبوت‌های ریزشلاق
عنکبوت‌های ریزشلاق (نام علمی: Palpigradi) نام یک راسته از رده عنکبوتیان است.